# Bouncer

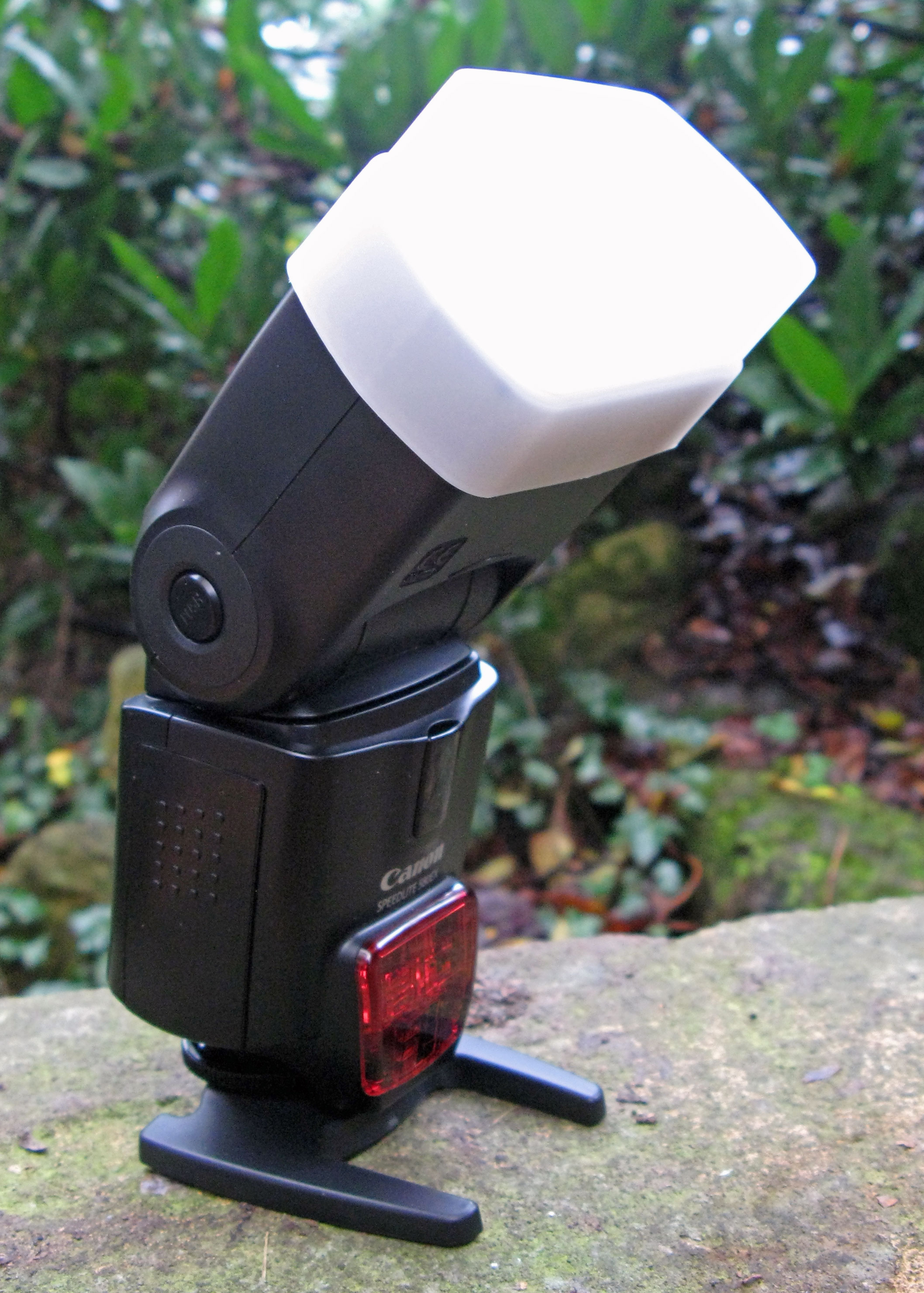
Bouncer

Bouncer är en synonym för softbox, en  ljusmodifierare för studioblixtar. Den används för att mjuka upp ljuset (att göra ljuskällan större) och för att underlätta riktande av ljuset.
Bilden föreställer en "omnibounce" som är ett verktyg för batteridrivna, kamera-/hot-shoemonterade s.k."speedlights". Som synes, alltså inte för studioblixtar.
Syftet med en omnibounce är, som namnet antyder, att sprida ljuset i flera riktningar -vilket möjliggörs av dess form.